# Arcadia (littérature)
Pour les articles homonymes, voir Arcadia.
Arcadia est un diptyque de fantasy écrit par Fabrice Colin et publié en 1998. Le premier tome, Vestiges d'Arcadia est paru aux éditions Mnémos en mai 1998 ; le deuxième tome, La Musique du sommeil est paru aux mêmes éditions en juillet 1998.
Il n'y a pas eu d'autre édition. On peut considérer ce livre comme une uchronie de l'époque victorienne où la magie existe, où la Reine Victoria se serait entourée de poètes et d'artistes comme ministres.

## Caractéristiques
L'œuvre a comme caractéristique majeure de faire apparaître une ville, Londres, et des personnages (les artistes préraphaélites) réels dans une histoire de fantasy. L'histoire est même datée de 1872, mais l'intrigue d'Arcadia se situe en fait dans une sorte de monde parallèle et pas dans notre monde réel.
Ce monde a toutefois un lien avec un futur de notre monde où Paris a été envahie par les eaux.

## Personnages
- Dante Gabriel Rossetti
- Algernon Swinburne
- William Morris
- Jane Burden
- Alfred Tennyson
- Lewis Carroll sous son vrai nom Charles Dodgson
- La Reine Gloriana, avatar de la reine Victoria.